# مولينا (تشيلي)
مولينا هي مدينة وبلدية في تشيلي تقع في محافظة كوريكو في إقليم مولي ، سميت المدينة على اسم جيوفاني خوان إغنازيو مولينا .